# Бокурадзе, Денис Сергеевич
Денис Сергеевич Бокурадзе (род. 8 октября 1979, Куйбышев, Россия) — российский режиссёр, художественный руководитель  Государственного драматического театра «Грань» (с 2011 года), кандидат культурологии, доцент кафедры актёрского искусства Самарского государственного института культуры, а также член исследовательской группы по гранту Российского гуманитарного научного фонда.
В 2018 году в Театре наций (Москва) выпустил спектакль «Театр чудес». Осуществил постановки в Театре на Таганке (Москва)  – «Старший сын» в 2017 году и «Фигаро» в 2023 году.
С октября 2023 года – Художественный руководитель Государственного бюджетного учреждения культуры Самарской области “Драматический театр “Грань”.
Заслуженный работник культуры Самарской области (с 2017 года), номинант Российской национальной театральной премии «Золотая Маска» (2016, 2017, 2018), член жюри «Золотой Маски» (2019), художественный руководитель Всероссийского театрального фестиваля "ПоМост (с 2011 года), член совета по культуре при Министерстве культуры Самарской области (с 2014 года).

## Биография
Денис Бокурадзе родился 8 октября 1979 года в Куйбышеве.
В 2000 году окончил режиссерское отделение Самарской государственной академии культуры и искусства (мастерская В.А.Тимофеева) . Играл в театре «СамАрт» с 2000 по 2013 год. За это время им было сыграно более 60 ролей в постановках режиссеров: А. Кузина, А. Праудина, А. Шапиро, М. Кислярова, Ю. Долгих и др. 
Одновременно с участием в спектаклях «СамАрта», с 1998 года сотрудничал с Новокуйбышевским театром-студией «Грань». За 13 лет в театре «Грань» им сыграно более 20 ролей.
В 2011 году  стал художественным руководителем театра-студии «Грань», фактически приняв театр из рук его основателя и бессменного руководителя Эльвиры Дульщиковой (1936 – 2011). С того же года является художественным руководителем Всероссийского театрального фестиваля «ПоМост». Преподает в Самарском государственном институте культуры. В 2015 году получил учёную степень кандидата культурологии, защитив диссертацию на тему «Театр как грань города: хронотоп, поэтика, фестивальное пространство».
В 2016 год принимал участие в проекте Театра на Таганке «Режиссёрская лаборатория Репетиции» с постановкой спектакля «Старший сын» (А. Вампилов). В этом же году участвовал в «Летней школе театрального лидера» при Театрально-культурном центре имени Всеволода Мейерхольда (Москва) по программе «Театр внутри и снаружи».
В 2019 году был избран членом жюри Российской национальной театральной премии и фестиваля «Золотая Маска».
С октября 2023 года – Художественный руководитель Государственного бюджетного учреждения культуры Самарской области “Драматический театр “Грань”.

## Творчество

### Спектакли
- 2012 — «Фрекен Жюли» (А. Стриндберг)
- 2013 — «Вол и Осел при яслях» (Ж. Сюпервьель)
- 2014 — «Post Scriptum» (Ж. П. Сартр)
- 2014 — «Таня — Таня» (О. Мухина)
- 2015 — «Корабль дураков» (Средневековые французские фарсы)
- 2016 — «Король Лир» (У.Шекспир)
- 2017 — «Театр теней Офелии» (М. Энде)
- 2017 — «Старший сын» (А. Вампилов), Театр на Таганке
- 2018 — «Старший сын» (А. Вампилов)
- 2018 — «Театр чудес» (М. Сервантес), Театр Наций
- 2018 — «Театр мудрого Дурачины» (М. Сервантес)
- 2019 — "В сапоге у бабки играл фокстрот" (Сиркку Пелтола)
- 2020 — "Дракон" (Евгений Шварц)
- 2021 — "Мария Стюарт" (Фридрих Шиллер)
- 2022 — "Три сестры" (А.Чехов)
- 2023 — "Ученые женщины" (Жан-Батист Мольер)
- 2023 — «Фигаро» (П. Бомарше), Театр на Таганке

## Награды
- Гран-при XI фестиваля театров малых городов России (Пятигорск) за спектакль «Фрекен Жюли» А. Стриндберга (2013)[8]
- Гран-при XIII фестиваля театров малых городов России (Дубна) за спектакль «Таня -Таня» по пьесе О. Мухиной (2015)
- Премия «Лучший спектакль сезона» Губернского профессионального конкурса «Самарская театральная муза» (Самара) за спектакль «Корабль дураков» (Средневековые французские фарсы) (2016)
- Гран-при XIV фестиваля театров малых городов России (г. Вольск) за спектакль «Корабль дураков» (Средневековые французские фарсы) (2016)
- Лауреат областной акции «Народное признание» в номинации «Рождённые в сердце России» (2016)
- Премия «Лучший спектакль сезона» Губернского профессионального конкурса «Самарская театральная муза» (Самара) за спектакль «Король Лир» У. Шекспир (2017)
- Диплом лауреата «За режиссёрско-сценографическое решение спектакля» «Король Лир» У. Шекспир. III Межрегиональный фестиваль «Волга театральная» (2017)
- Премия «Лучший спектакль сезона» Губернского профессионального конкурса «Самарская театральная муза» (Самара) за спектакль «Театр теней Офелии» по сказке М. Энде (2018)
- Благодарность Фестиваля «Золотая Маска» (2018)